# Сяргозеро (озеро, Подпорожское городское поселение)
Сяргозеро — пресноводное озеро на территории Подпорожского городского поселения Подпорожского района Ленинградской области.

## Общие сведения
Площадь озера — 0,7 км². Располагается на высоте 89,4 метров над уровнем моря.
Форма озера лопастная. Берега сильно изрезанные, каменисто-песчаные, преимущественно возвышенные.
С северо-восточной стороны Сяргозера вытекает ручей Корташа, впадающий в реку Свирь.
В озере расположено не менее шести безымянных островов различной площади, рассредоточенных по всей площади водоёма.
К востоку от озера проходит дорога местного значения 41К-016 («Станция Оять — Алёховщина — Надпорожье — Плотично (от автодороги „Кола“)»).
Населённые пункты вблизи водоёма отсутствуют. На восточном берегу располагается урочище от покинутой деревни Болдино-Сяргозеро.
Код объекта в государственном водном реестре — 01040100711102000015082.